# Cynthia ushuwaia
Cynthia ushuwaia är en fjärilsart som beskrevs av Felix Bryk 1945. Cynthia ushuwaia ingår i släktet Cynthia och familjen praktfjärilar. Inga underarter finns listade i Catalogue of Life.